# Otto Schaffner
Otto Schaffner (* 29. August 1913 in Kötzting; † 22. April 1978 in Tübingen) war ein römisch-katholischer Theologe und Hochschulprofessor in Passau.

## Leben
Am 29. Juni 1950 wurde er zum Priester geweiht. Er wurde in Tübingen am 17. Juli 1952 promoviert. Nach der Habilitation am 2. Juni 1960 für das Fach Moraltheologie wurde er 1965 als außerordentlicher Professor an der PTH Passau und 1967 ordentlicher Professor. Von 1972 bis 1976 war er Hochschulrektor der PTH Passau. 

## Schriften (Auswahl)
- Christliche Demut. Des Hl. Augustinus Lehre von der Humilitas. Würzburg 1959, OCLC 5088788.
- Eusebius Amort (1692–1775) als Moraltheologe. Paderborn 1963, OCLC 252524751.